# 內藤多仲

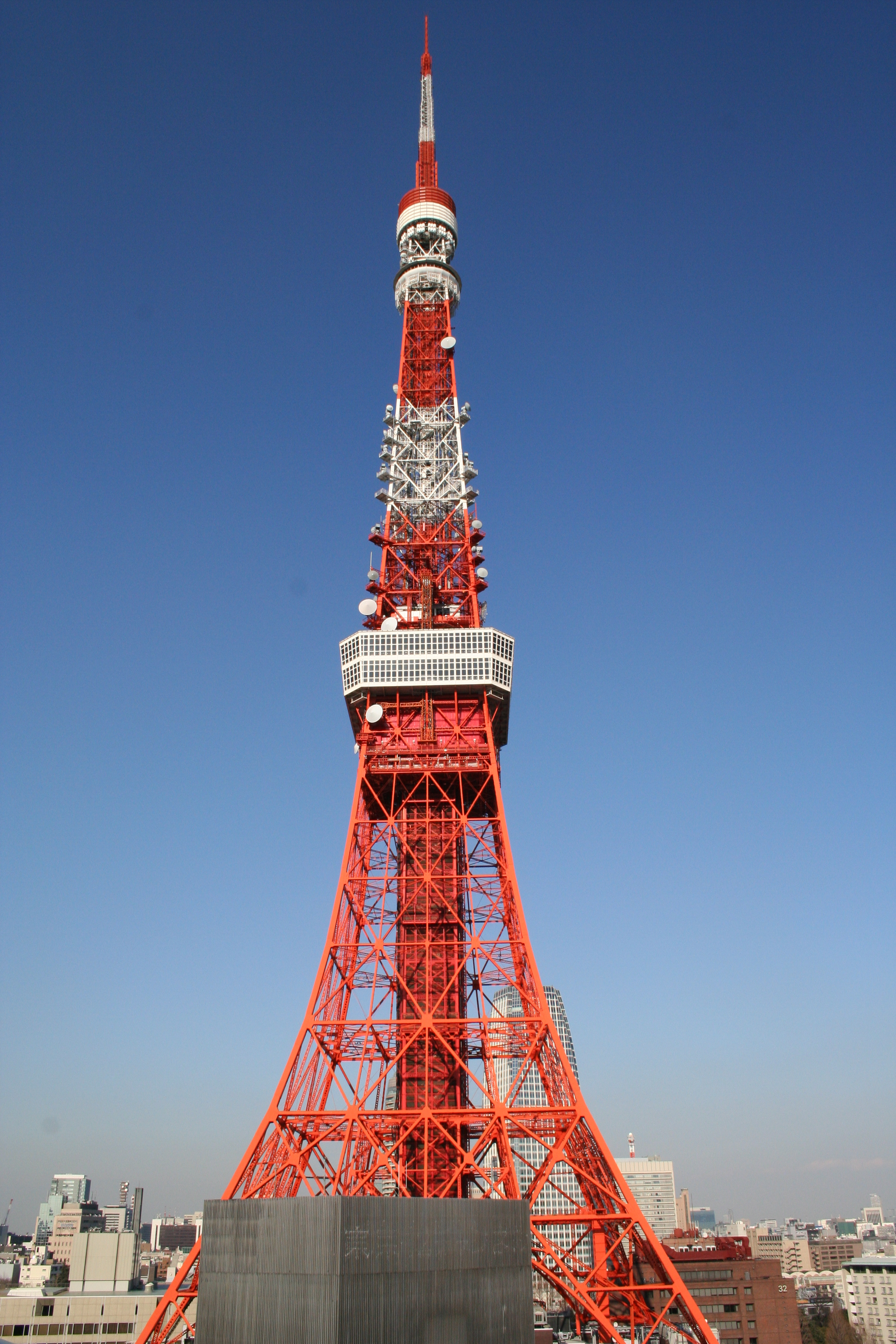
東京鐵塔

內藤多仲（日語平假名：ないとう たちゅう，1886年6月12日—1970年8月25日）是一位日本建築師、工程師和教授。

## 生平
出身於山梨縣南阿爾卑斯市。他被稱為「塔博士」、「耐震構造之父」，並建造了許多廣播和觀察塔，包括東京鐵塔、通天阁。
他所設計的高塔擁有「日本高塔六兄弟」愛稱，「日本高塔六兄弟」所指為：長男──名古屋電視塔、次男──通天閣、三男──別府塔、四男──札幌電視塔、五男──東京鐵塔、六男──博多港塔（依建造日期排序）。

## 主要作品
- 商船三井大樓（結構設計：內藤，1921年）
- 歌舞伎座（結構設計：內藤，1923年）
- 早稻田大學大隈講堂（結構設計：內藤，1926年，重要文化財）
- 明治生命館（結構設計：內藤，1930年，重要文化財）
- 幟町教會（結構設計：內藤，1954年，重要文化財）
- 名古屋電視塔（1954年）
- 東京鐵塔（設計：內藤、日建設計，1954年）
- 札幌電視塔（1957年）（設計：內藤，興建日期：1956年6月）
- 博多港塔（1964年竣工開放）